# Ivan Ivanovics Polzunov
Ivan Ivanovics Polzunov (oroszul: Иван Иванович Ползунов; Jekatyerinburg, 1728. május 28. – Barnaul, 1766. május 27.) orosz feltaláló, aki üzemi alkalmazásra elsőként szerkesztett Oroszországban tűzzel működő gépet (gőzgépet). Gépében a világon először alkalmazott két dugattyús hengert, ahol a dugattyúk ugyanazt a tengelyt forgatták; a dugattyúk egymás után végezték el a munkaütemeket, a gép tehát folyamatosan dolgozott, a gőzelosztás és vízellátás automatikusan történt.

## Külső hivatkozások
- Az Ivan Polzunov nevét viselő Altáji Állami Műszaki Egyetem honlapja (oroszul)

1. 1 2  Историческая энциклопедия Сибири (orosz nyelven). Historical Encyclopedia of Siberia , 2009